# Tempelj Čamundešvari
Tempelj Čamundešvari je hindujski tempelj na vrhu hribovja Čamundi, približno 13 km od palačnega mesta Misore v zvezni državi Karnataka v Indiji. Tempelj je bil poimenovan po Čamundešvari ali, hudi obliki Šakti, skrbniškem božanstvu, ki ga je stoletja spoštoval maharadža iz Misoreja.
Prebivalci Karnatake imenujejo Čamundešvari Nada Devi (ನಾಡ ದೇವಿ), kar pomeni državna boginja. Stoji na nadmorski višini približno 1000 m.
Verjame se, da je boginja Durga ubila demonskega kralja Mahišasuro na vrhu tega hriba, ki mu je vladal. Kraj je bil kasneje znan kot Mahišoru (Kraj Mahiša). Britanci so ga spremenili v Misore in kasneje v kanareščini v Mysuru.

## Krouncha Peetha
Tempelj Čhamundešvari velja za Šakti Peetha in enega izmed 18 Šakti Peetha. Znano je kot Krounča Pitha, saj je bila regija v puranskih časih znana kot Krounča Puri. Rečeno je, da so tukaj padli Satijevi lasje.

## Opis
Prvotno svetišče naj bi v 12. stoletju zgradili vladarji dinastije Hojsala, medtem ko so njegov stolp verjetno zgradili vladarji imperija Vidžajanagara v 17. stoletju. Leta 1659 je bilo zgrajeno stopnišče s tisoč stopnicami, ki je vodilo do 1000 m visokega vrha hriba. V templju je več podob Nandija (bik Šiva). Na 700. stopnici na hribu pred majhnim Šivinim templjem nedaleč stran je ogromen granitni Nandi. Ta Nandi, ki naj bi bil izklesan v 2. stoletju n. št., je visok več kot 4,5 m in dolg 7,3 m, z izvrstnimi zvonovi okoli vratu.
- Lakšmi Naraana Svami tempelj
- Ponoči
- Vhodna gopura v templju Čamundešvari
- Slika granitne skulpture bika Nandija iz templja iz leta 1872

Tempelj je znan po praznovanjih festivalov, kot so Ašada Šukravara (ಆಶಾಡಾ ಶುಕ್ರವಾರ), Navaratri in Amanavara Vardhanthi (ಅಮ್ಮನವರ ವರ್ಧಂತಿ). V mesecu Ašadha veljajo petki za posebej ugodne. Ob tej priložnosti se v templju zgrinja na tisoče bhakt. Še en festival, ki se praznuje v tem mesecu, je Čamundi Džajanti. Ta dan se praznuje ob obletnici posvetitve boginje Utsava Moorti s strani maharadže iz Misoreja. Ob tej priložnosti boginjinega idola popeljejo po templju v zlatem palankinu.
Najpomembnejši praznik, ki se tukaj praznuje, je Navaratri. Misuru Dasara se praznuje kot državni praznik Karnatake, ki se v kanareščini imenuje Nada haba (ನಾಡಾ ಹಬ್ಬಾ). Med Navaratrijem je idol okrašen na 9 različnih načinov, ki prikazujejo devet različnih vidikov boginje, znane kot Navadurgas. Na 7. dan Navaratrija, ki je posvečen boginji Kalaratri, dragocene dragulje, ki so jih darovali maharadži, prinesejo iz okrožne zakladnice Misuruja in jih dajo templju za okrasitev idola.
Drugi tempelj je ob vznožju, ki se v Uthanahali imenuje tempelj Džvalamalini Sri Tripura Sundari. Ta boginja velja za sestro Čamundešvari, ki ji je na bojišču pomagala ubiti demona Raktabīja.